# Never, Neverland
Albums de Annihilator
Alice in Hell
(1989) Set the World on Fire
(1993)
Singles
1. Stonewall[1]
Sortie : 1990

Never, Neverland est le second album studio du groupe de thrash metal canadien Annihilator. Il est sorti le 12 septembre 1990 sur le label Roadrunner Records.
Il est l'unique album du groupe avec Coburn Pharr (ex-Omen) au chant. Stonewall est l'unique single tiré de l'album et fera l'objet d'un clip vidéo.
Cet album se classa uniquement dans les charts européens, plus précisément en Allemagne (37e), aux Pays-Bas (63e) et au Royaume-Uni (48e).

## Liste des titres
Toute la musique est composée par Jeff Waters.
| 1.  | The Fun Palace   | Jeff Waters, Coburn Pharr | 5:51 |
| 2.  | Road to Ruin     | Waters                    | 3:42 |
| 3.  | Sixes and Sevens | Waters                    | 5:20 |
| 4.  | Stonewall        | Waters                    | 4:50 |
| 5.  | Never, Neverland | Waters, Pharr             | 5:29 |
| 6.  | Imperiled Eyes   | Jeff Waters, Jody Weil    | 5:27 |
| 7.  | Kraf Dinner      | Waters                    | 2:41 |
| 8.  | Phantasmagoria   | Waters                    | 3:59 |
| 9.  | Reduced to Ash   | Waters, John Bates        | 3:09 |
| 10. | I Am in Command  | Waters, Weil, Bates       | 2:49 |

| 11. | Kraf Dinner (Demo)        | Waters        | 4:18 |
| 12. | Mayhem (Demo)             | Waters, Bates | 2:54 |
| 13. | Freed from the Pit (Demo) | Waters        | 3:45 |

Titres démos enregistrés pendant les sessions de l'album. Deux de ces morceaux changèrent de nom : "Mayhem" devint "Reduced to Ash" et "Freed from the Pit" devint "Road to Ruin".

## Composition du groupe
- Jeff Waters - Guitare, production, arrangements batterie.
- Coburn Pharr - Chant.
- David Scott Davis - Guitare.
- Wayne Darley - Basse.
- Ray Hartmann - Batterie.

## Charts
| Pays        | Durée du classement | Meilleur classement |
| ----------- | ------------------- | ------------------- |
| Allemagne   | 11 semaines         | 37e                 |
| Pays-Bas    | 5 semaines          | 63e                 |
| Royaume-Uni | 1 semaines          | 48e                 |